# Balmoral
Balmoral [bælˈmɒrəl, Amer bælˈmɔːrəl]IPA je velký zámek nacházející se v oblasti skotského Aberdeenshire, známý také jako Royal Deeside.
Majetek zakoupil manžel královny Viktorie princ Albert a dodnes slouží jako letní královský byt britské královské rodiny. Pravidelně v něm pobývala královna Alžběta II. se svým manželem vévodou z Edinburghu; královna zde 8. září 2022 i zemřela.

## Historie
Balmoral si jako své domovské sídlo vybudoval sir William Drummond v roce 1390. Již dříve však toto místo spadalo do majetku krále Roberta II., který zde měl zřízen malý lovecký zámeček a lovecký revír. Po siru Drummondovi bylo sídlo v 15. století prodáno Alexanderovi Gordonovi, synovi 2. hraběte z Huntly. Majetek zůstal v držení jeho rodiny až do roku 1662, kdy hrad zakoupil Farquarson z Inverey. Jeho rodina pak obdržela titul „hrabě z Balmoralu“ a ten jim zůstal až do dalšího prodeje tohoto majetku v roce 1798 druhému hraběti John Duffovi z Fife.
V roce 1822, v době korunovace krále Jiřího IV., se pak toto panství stalo součástí korunovačních slavností. Roku 1830 přešel hrad do dlouhodobého pronájmu sira Roberta Gordona (zemřel v roce 1847), léta 1848 byl majetek pronajat a posléze i v roce 1852 odprodán manželkou vévody z Fife princi Albertovi, manželovi královny Viktorie za 32 000 liber. Majetek, kromě samotného areálu zámku, zahrnuje také více než 20 000 hektarů (200 km²) okolních pozemků, které jsou lesnicky a zemědělsky obhospodařovány, kromě jiného slouží i pro chov poníků.
V letech 1853 až 1856 probíhala přestavba a rozšíření někdejšího hradu na reprezentativní letní královské sídlo. Základní kámen k této přestavbě je dodnes veřejně přístupný; byl položen dne 28. září 1853. Zámek s pozemky se od té doby nachází v majetku britských králů. Je to ale panovníkův soukromý majetek, nikoliv majetek Koruny. V době, kdy abdikoval král Eduard VIII., patřil zámek do jeho soukromého majetku a jeho následovník král Jiří VI. byl donucen zámek od svého bratra zpětně odkoupit.

## Královská rezidence
Balmoral je dnes znám především jako královská rezidence. Každý rok alespoň v létě zde pobývala britská královna Alžběta II. s manželem, královna zde také 8. září 2022 zemřela.
Zámek Balmoral slouží, mimo jiné, také jako neoficiální válečný úkryt pro britskou královskou rodinu zejména z toho důvodu, že zámek ve Windsoru se nachází poblíž mezinárodního letiště Londýn Heathrow.
Existují i spekulace o tom, zda zámek neslouží britské královské rodině jako protiatomový kryt.
Zámek a panství Balmoral jsou soukromým vlastnictvím královské rodiny a nepatří do majetku Koruny. Veřejnosti je přístupná zahrada a taneční sál. Části, které obývají členové královské rodiny, jsou pro veřejnost uzavřeny.

## Zajímavosti
- Exteriér zámku, z interiérů taneční sál a dále park jsou přístupné i pro veřejnost, ročně je navštíví více než 80 000 návštěvníků.
- Narodila se zde také královna Viktorie Evženie Španělská, vnučka královny Viktorie.
- Královna Alžběta II. zde pobývala v době, kdy tragicky zahynula princezna Diana.